# Ruggiero Orofino
Ruggiero Orofino (Barletta, 28 settembre 1922 – Berlino, 20 maggio 2021) è stato un tenore italiano. Nella sua carriera ha cantato nei più famosi teatri del mondo, dal Teatro alla Scala di Milano, al Deutsche Oper Berlin e al Metropolitan di New York.

## Biografia
Ruggiero Orofino dopo essere stato in marina, durante la seconda guerra mondiale, inizia la sua carriera nel coro del teatro alla Scala di Milano nel 1950.
Nel 1960 si trasferì a Berlino in Germania dove ebbe fama e notorietà.
Nel 1970 alla Scala ebbe il ruolo del protagonista nell'opera Ernani e nel 1976 al Metropolitan Opera di New York interpretò Radames nell'Aida di Verdi.
Nel 1976 fu nominato Kammersänger ed è stato l'unico tenore a cantare in tutti e tre i teatri d'opera di Berlino quando la città era divisa dal Muro.
Dopo oltre trent’anni di attività artistica lasciò le scene il 22 settembre 1985, con l'interpretazione di Cavaradossi nella Tosca di Puccini al Teatro Lirico di Berlino.